# Myrcia amblyophylla
Myrcia amblyophylla är en myrtenväxtart som beskrevs av Hjalmar Frederik Christian Kiaerskov. Myrcia amblyophylla ingår i släktet Myrcia och familjen myrtenväxter. Inga underarter finns listade i Catalogue of Life.